# Scott Fraser (Eishockeyspieler)
Scott Fraser (* 3. Mai 1972 in Moncton, New Brunswick) ist ein ehemaliger kanadischer Eishockeyspieler, der während seiner aktiven Karriere unter anderem für die Montréal Canadiens, Edmonton Oilers und New York Rangers in der National Hockey League gespielt hat.

## Karriere
Scott Fraser spielte in seiner Jugend für das Dartmouth College in der zur National Collegiate Athletic Association gehörenden Universitäts- und Collegesportliga ECAC Hockey. Beim NHL Entry Draft 1991 wurde der Angreifer in der neunten Runde an insgesamt 193. Position von den Montréal Canadiens ausgewählt, er blieb aber noch für drei weitere Jahre bei Dartmouth. 1993 wurde der Kanadier in das ECAC Second All-Star Team berufen.
In der Saison 1994/95 bestritt Fraser 65 Spiele für das Farmteam der Canadiens, den Fredericton Canadiens, in der American Hockey League. Dabei erzielte er 23 Tore und erreichte insgesamt 48 Punkte. In der darauffolgenden Spielzeit konnte er seine Punktequote noch einmal erhöhen, so erreichte er in 58 Spielen 74 Punkte. Im gleichen Jahr absolvierte er auch seine ersten Spiele in der National Hockey League für Montréal. Die AHL-Saison 1996/97 begann er erneut in Fredericton, wurde jedoch schon früh in der Saison von den Canadiens zu den Calgary Flames transferiert. Für die Flames absolvierte der Angreifer jedoch kein Spiel, sondern verbrachte den Großteil der Saison bei Calgarys Farmteam, den Saint John Flames.
Vor Beginn der NHL-Saison 1997/98 unterschrieb Scott Fraser einen Vertrag bei den Edmonton Oilers, jedoch verbrachte er den Großteil der Saison bei deren Farmteam, den Hamilton Bulldogs. In Hamilton erzielte Fraser 61 Punkte in 50 Spielen und wurde folglich in den NHL-Kader der Oilers berufen, wo er an diese Quote anknüpfen konnte und in 29 NHL-Spielen 23 Punkte erzielen konnte. Dadurch wurde er in diesem Jahr in den Monaten März und April als bester Neuprofi der NHL ausgezeichnet. In den Playoffs steuerte der Stürmer in elf Spielen ein Tor und einen Assist bei.
Im Jahr darauf unterzeichnete Scott Fraser einen neuen Vertrag bei den New York Rangers. Bei den Rangers konnte er sich erstmals zu Beginn einer Saison im NHL-Kader durchsetzen, jedoch wurde er nach 28 Spielen, in denen ihm zwei Tore und vier Assists gelangen, zu den Farmteam der Rangers geschickt. Für das Hartford Wolf Pack absolvierte Fraser noch 36 Spiele, bevor er im Anschluss an die Saison seine Karriere beendete.

## Erfolge und Auszeichnungen
- 1993 ECAC Second All-Star Team
- 1998 Teilnahme am AHL All-Star Classic
- 1998 NHL-Rookie des Monats März
- 1998 NHL-Rookie des Monats April